# 大江良太郎
大江 良太郎（おおえ りょうたろう、1901年9月26日 - 1974年4月14日）は、日本の演劇評論家、演出家。

## 経歴
秋田県出身。慶応義塾大学在学中に劇作家や演出活動を行っていた小山内薫の指導を受けて演劇研究会を結成。1926年（大正15年）に卒業した後は松坂屋宣伝部に勤めながら演劇評論を発表。新派、新劇、文学座などの演出を行っていた久保田万太郎に師事し、1932年（昭和7年）には築地座結成に参加して文芸部に入った。
1939年（昭和14年）、築地小劇場が株式組織化した際には、新協劇団、新築地劇団関係者らとともに発起人となった。
一方、同年からは新派との関りを深め、戦後の一時期には新国劇の文芸部に籍をおいたものの、長きにわたり新派を中心に演出活動を行った。墓所は羽後町宝泉寺。

## 著作
- 『家:久保田万太郎先生と私』青蛙房 1975年

## テレビ番組の脚本
- 「湯島境内」日本テレビ 1953年12月1日放送